# اثرات جانبی

اثرات جانبی (خارجی) (به انگلیسی: Externality) وقتی وجود خواهند داشت که یک بنگاه یا فرد می‌تواند فعالیتی را انجام دهد که به‌طور مستقیم بر دیگران (بنگاه یا فرد دیگر) اثر (مثبت یا منفی) بگذارد، لیکن به ازاء آن پولی پرداخت یا دریافت نمی‌کند. به این معنی که فرد یا بنگاه ایجادکننده اثر جانبی هزینه‌ها یا منافع ناشی از این عمل را در محاسبات خود وارد نمی‌کند.
تعریف بالا با وجود ساده بودن، دارای نکته مهمی است که می‌تواند منشأ بعضی از ابهام‌ها بشود. هنگامی که می‌گوییم به‌طور مستقیم، منظور کنارگذاشتن هر گونه اثری است که به وسیله قیمت‌ها انتقال می‌یابد؛ یعنی اثر جانبی وجود دارد اگر مثلاً بهره‌وری یک ماهی‌گیر از منتشر شدن ضایعات پالایش نفت در نزدیکی صیدگاه متأثر شود، اما نه از طریق سودآوری ماهی گیر که از قیمت نفت متأثر می‌گردد. اثر نوع اخیر - که توسط وینر (۱۹۳۱) به اثرات خارجی معروف شد - در هر بازار رقابتی وجود دارد، اما هیچ نوع عدم کارایی را ایجاد نمی‌کند. درواقع، با فرض رفتار قیمت‌پذیری، بازار به‌طور دقیق سازوکاری است که یک نتیجه بهینه پارتو (بهینه اجتماعی) را ایجاد می‌کند. این نشان می‌دهد که وجود یک اثر جانبی، نه فقط یک پدیده تکنولوژیکی، بلکه حاصل کارکرد مجموعه‌ای از بازارهای موجود است.

## انواع
اثرات جانبی از لحاظ تأثیرگذاری بر آحاد اقتصادی به دو دسته مثبت یا منفی تقسیم می‌شود. اثر جانبی مثبت زمانی اتفاق می‌افتد که فعالیت بنگاه یا فرد تولیدکننده اثر جانبی باعث افزایش مطلوبیت واحدی شود که از آن تأثیر می‌پذیرد. به عنوان مثال وقتی که یک نفر خلاقیتی به خرج می‌دهد و فکر یا کالای بدیعی عرضه می‌کند که تحولی در جامعه ایجاد می‌کند شاید بابت آن مبلغی هم دریافت کند اما اثرات مثبت آن به مراتب بیشتر از قیمت آن است. این اثرات به کل جامعه می‌رسد. ابداع فکر الگوریتم که منجر به ایجاد رایانه شد، شاید برای مبدع آن درآمد چندانی ایجاد نکرده باشد لیکن منافع مثبت این فکر نصیب کل جامعه بشری شده است. یا در یک مثال دیگر محله‌ای را در نظربگیریدکه یکی ازهمسایه هااقدام به نصب لامپ برای روشنایی محوطه بیرون ساختمان خودمی‌کند ولی در واقع این کارا و باعث افزایش روشنایی خانه‌های مجاوروبه دنبال آن افزایش مطلوبیت آنهامی شود.
اثر جانبی منفی زمانی اتفاق می‌افتد که فعالیت بنگاه یا فرد تولیدکننده اثرجانبی باعث کاهش مطلوبیت واحدی شود که از آن تأثیر می‌پذیرد. به عنوان مثال کارخانه‌ای را در نظر بگیرید که فولاد تولید می‌کند. این کارخانه دود کوره‌های خود را به هوا می‌فرستد که اثر منفی بر محیط اطراف و از جمله بر فعالیت‌های کشاورزی و نیز سلامت افراد پیرامون کارخانه دارد. امااین کارخانه به ازای این فعالیت که سایرین را متأثر می‌کند مجبور به پرداخت مبلغی نیست و لذا کالای خود را ارزانتر از حالتی که مجبور به پرداخت هزینه تحمیل شده بر سایرین می‌بود، عرضه می‌کند. افراد پیرامون کارخانه مجبور به پرداخت هزینه آلودگی هوا و محیط زیست هستند. اگر کارخانه مجبور می‌شد که هزینه‌های تولید آلودگی را بپردازد مسلماً مقدار کمتری آلودگی تولید می‌کرد.
دریک تقسیم‌بندی دیگر که بر اساس تعداد واحدهای اقتصادی درگیر انجام می‌شود اثرات جانبی را به دو دسته دو جانبه و چندجانبه تقسیم می‌کنند.
اثرجانبی دوجانبه زمانی اتفاق می‌افتد که تنها یک واحد (فرد یا بنگاه) آن را تولید و تنها یک واحد از آن تأثیر می‌پذیرد؛ ولی در دسته دوم چند واحد تولیدکننده اثر جانبی بوده وچند واحد نیز از آن تأثیر می‌پذیرند که این دسته خود به دو دسته تمام شدنی و تمام نشدنی تقسیم می‌شوند.

### مثال‌هایی از اثرات جانبی منفی
- آلودگی هوا ناشی از سوزاندن سوخت‌های فسیلی. این کار باعث آسیب‌رساندن به محصولات، مواد، ساختمان‌ها و سلامت مردم می‌شود.[۱]
- تغییر شرایط اقلیمی ناشی از فعالیت انسان‌ها که ناشی از تولید گازهای گلخانه‌ای ناشی از سوزاندن سوخت‌های فسیلی و پرورش دام است.
- آلودگی آب که باعث تولید فاضلاب شیمیایی می‌شود که گیاهان و جانوران و انسان را می‌آزارد. همچنین مصرف زیاد آب برای آبیاری برخی گیاهان، مشکلات زیادی برای ساکنان قسمت‌هایی که کمبود آب دارند می‌تواند تولید کند.
- آلودگی صدا حین تولید که می‌تواند ذهن و روان را آزار دهد.
- ریسک سازمانی: ریسکی است برای اقتصاد به‌طور کلی که ناشی از ریسکی است که سیستم بانکی می‌پذیرد. یک خطر اخلاقی ممکن است موقعی بوجود آید که یک نظارت درست طراحی شده بر روی این سیستم بانکی نباشد یا اینکه نظارت بد طراحی شده باشد.[۲]

## اثرجانبی دوجانبه ساده وعدم بهینگی آن
برای بررسی این حالت یک مدل ساده دو مصرف‌کننده‌ای با i=۱٬۲ در نظر می‌گیریم که بخش کوچکی از کل یک اقتصاد را در اختیار دارند. در راستای این تفسیر، فرض را بر این قرار می‌دهیم که فعالیت این مصرف‌کنندگان قیمت L کالای قابل تجارت در اقتصاد را تحت تأثیر قرار نمی‌دهد. در این قیمتها ثروت مصرف‌کننده i ام برابر باWi خواهد بود. با این حال بر خلاف مدل رقابتی استاندارد، فرض را بر این قرار می‌دهیم که هر مصر ف‌کننده دارای ترجیحاتی است که نه تنها بر مصرف او از L کالای قابل تجارت (x1i ,... ,XLi)
بلکه بر بعضی از فعالیت‌های (h) انجام شده توسط مصرف‌کننده ۱، تعریف می‌گردد. در این مدل اقتصادی واحد تولیدکننده اثر جانبی را به عنوان مصرف‌کننده ۱ و واحدی که از آن تأثیر می‌پذیرد را مصرف‌کننده ۲ می‌نامیم. با توجه به اینکه انتخاب مصرف‌کننده ۱ از h رفاه فرد ۲ را نیز تحت تأثیر قرار می‌دهد، یک اثر جانبی تولید می‌کند. برای مثال، دو مصرف‌کننده ممکن است در کنار یکدیگر زندگی کنند و h می‌تواند مقدار بلندی صدای موسیقی مصرف‌کننده ۱ باشد. برای هر مصر ف‌کننده یک تابع مطوبیت مشتق شده بر مقدارh تعریف می‌گردد. با فرض اینکه خریدهای بهینه او از کالاها در قیمت p (بردار قیمت‌ها) و ثروت Wi مطلوبیت او را حداکثر می‌سازد.
Vi(p,Wi ,h)=Max Ui(xi ,h): 2.1
S.t. p.xi ≤ Wi
برای توضیح بیشتر همچنین لازم است، فرض را بر این قرار دهیم که توابع مطلوبیت مصر ف کنندگان شکل شبه خطی(Quasilinear) نسبت به کالای شمارشگر (Numeraire good) داشته باشد. در این حالت می‌توانیم تابع مطلوبیت غیر مستقیم (Indirect utility function) را به صورت زیر
Vi(p,Wi ,h)= Φi(p,h)+ Wi: 2.2
بنویسیم. از آنجاییکه فرض ثابت بودن قیمت L کالای قابل تجارت را پذیرفته‌ایم، می‌توانیم بخشی از تابع مطلوبیت را به صورت
(Φi(h
بنویسیم. فرض را بر این قرار می‌دهیم که (.) Φ مشتق پذیر از مرتبه دوم با مشتق دوم منفی می‌باشد.
حال فرض را بر این قرار دهید که یک تعادل رقابتی(Competitive Equilibrium) داریم که در آن قیمت‌های کالاها برابر باp می‌باشند؛ یعنی در وضعیت تعادل هر یک از دو مصرف‌کننده مطلوبیت خودشان را تنها با قید ثروت و قیمت کالاهای قابل تجارت حداکثر می‌سازند؛ بنابراین باید با موردی مواجه باشیم که در آن مصرف‌کننده ۱ سطح h را برای حداکثرسازی (Φ1(h انتخاب می‌کند؛ بنابراین مقداربهینه رقابتی h برابر با *h به دست می‌آید. شرط لازم و کافی مرتبه اول آن کوچکتر مساوی صفر بودن مشتق مرتبه اول در نقطه تعادل رقابتی (*h)است.
از طرف دیگر، در هر تخصیص بهینه پارتو، سطح بهینه h، یعنی h0، باید مازاد مشترک دو مصر ف‌کننده را حداکثر ساخته و بنابراین باید جوابی برای مسئله
Max Φ1(h)+Φ2(h) :2.3
باشد. این مسئله شرط لازم و کافی مرتبه اول زیر را برای h0به دست می‌دهد:
Φ′1 (h0) ≤ - Φ′2 (h0) :2.4
از اینرو برای یک جواب درونی (Interior solution) برای مسئله با شرط بهینگی پارتو داریم:
Φ′1 (h0) = - Φ′2 (h0) :2.5
هنگامیکه اثرات خارجی وجود دارند، یعنی Φ′1  (h0)≠۰ در هیچ سطحی ازh، سطح تعادلی h بهین نیست. مگر اینکه *h و نیز h0 هردو صفر شوند. برای مثال موردی را در نظر بگیرید که در آن جواب درونی وجود داشته باشد؛ یعنی اینکه *h و نیز h0 هردو بزرگتر از صفر باشند. حال اگر مشتق مرتبه اول تابع مطلوبیت منفی باشد یعنی اثر جانبی منفی داشته باشیم آنگاه ۰<(Φ′1 (h0) = - Φ′2 (h0 و همچنین به دلیل منفی بودن مشتق دوم تابع مطلوبیت و اینکه Φ′1 (h*)=۰ پس نتیجه می‌گیریم که میزان بهینه اثر جانبی در حالت بهینه پارتو کمتر از بهینه رقابتی می‌شود. بالعکس می‌توان نشان داد در حالتی که اثر جانبی مثبت وجود داشته باشد جواب حالت بهینه پارتو از بهینه رقابتی بیشتر می‌شود.
این عدم بهینگی برای اثر جانبی منفی را می‌توان در نمودار زیر مشاهده نمود

### راه‌های رفع عدم بهینگی
برای رفع عدم بهینگی در حالت ساده دوجانبه راه حل‌های متعددی وجود دارد که برخی از آن‌ها به عنوان راه حل‌های سنتی شناخته می‌شوند مانند بستن مالیات بر تولید اثرجانبی منفی (سوبسید دادن به تولید اثر جانبی مثبت) و سهمیه بندی. نام دیگر این دو راه راه حل‌های دولت محور می‌باشد چون معمولاً با دخالت دولت صورت می‌گیرد. راه حل دیگری که می‌تواند ما را به سوی نقطه بهینهٔ پارتو رهنمون سازد چانه زنی است که راهی بازار محور محسوب می‌شود. راه حل دیگری که می‌تواند مورد استفاده قرار گیرد ایجاد یک بازار رقابتی برای خرید و فروش هر واحد اثر جانبی است که صد البته در این مدل و با فرض یک فروشنده و یک خریدار این فرض چندان منطقی به نظر نمی‌رسد. برای نمونه دو راه مالیات و سیستم چانه زنی را مورد بررسی بیشتر قرار می‌دهیم.

#### مالیات و سهمیه
برای بیان ایده‌ها، فرض را بر این قرار می‌دهیم که h یک اثرات خارجی منفی ایجاد کند، به طوری که طبق حالتی که در بخش قبل به هنگام نولید اثر جانبی منفی بیان کردیم عدم بهینگی به این صورت باشد که میزان بهینه تولید اثر جانبی در حالت بهینه پارتو کمتر از مقدار بهینه تعادل رقابتی باشد. مستقیم‌ترین نوع دخالت دولت برای دستیابی به کارایی، کنترل مستقیم فعالیت‌های مولد اثرات جانبی است. دولت می‌تواند بنگاه تولیدکننده h را ملزم به تولیداثر جانبی کمتر یا مساوی مقدار بهینه h0 نماید. با این قید، واحد ۱ (تولیدکننده اثر جانبی) در واقع مقدار تولیداثرات جانبی را روی h0 تثبیت می‌نماید. در واقع این فرایند راه حل سهمیه بندی است.
گزینه دوم برای دولت تلاش برای احیای بهینگی با تحمیل یک مالیات بر فعالیت تولیدکننده اثر جانبی است. این راه حل به مالیات گذاری پیگویی (Pigounian Taxation) بعد از پیگو معروف می‌باشد. به این منظور، فرض را بر این قرار دهید که واحد ۱ مجبور به پرداخت یک مالیات با نرخ th به ازای هرواحد h باشد. آنگاه چندان دشوار نیست نشان داده شود که با نرخ مالیات به اندازه (Φ′2 (h0 - مقدار بهینه اثرات جانبی حاصل می‌شود. در واقع، مصرف‌کننده ۱ سطحی از h راانتخاب خواهد کرد که مسئله زیر را حل نماید.
Max Φ1(h) - th. h: 2.1.1.1
که شرط لازم و کافی مرتبه اول زیر را به دست می‌دهد.
th ≤ Φ′1 (h): 2.1.1.2 باشرط برابری اگر 0<h
با فرض اینکه مقدار مالیات به اندازه (Φ′2 (h0 - تعیین گردد h=h0 شرط ۲٫۱٫۱٫۲ را برقرار می‌کند. (به خاطر بیاورید که h0 تعریف شده شرط ۲٫۴ را برقرار می‌کند). نمودار زیر این راه حل را برای حالتی که0 <h0
نشان می‌دهد.
توجه داریم که مالیات احیاءکننده بهینگی، دقیقاً برابر است با اثرات جانبی نهایی (marginal externality) در نقطه بهینه؛ یعنی دقیقاً برابر است با مقداری که مصر ف‌کننده ۲ حاضر است برای کاهش h به سطح بهینه h=h0 بپردازد. هنگامی که تولیدکننده اثر خارجی با این نرخ مالیات روبرو می‌شود، به محاسبه هزینه هاو سود خود پرداخته و سطح تولید بهینه h=h0 را انتخاب می‌کند. اصول مربوط به حالت اثرات جانبی مثبت دقیقاً همانند مورد بالا است و تنها تفاوت آن این است که نرخ مالیات th شکل یارانه به ازای هر واحد به خود می‌گیرد. (یعنی به ازای هر واحد تولید اثر خارجی th واحد به وی پرداخت می‌گردد). بقیه راه حل مانند بالاست و در نهایت مشاهده می‌شود که با نرخ یارانه th به ازای تولید هر واحد اثر جانبی به جواب بهینه پارتو می‌رسیم.
در پایان ذکر دو نکته لازم است: اول اینکه لازم است فعالیت مولداثر جانبی به‌طور مستقیم مالیات گذاری شود. برای مثال، فرض را بر این قرار دهید که در مثال قبل یعنی نواختن آلات موسیقی با صدای بلند؛ بجای مالیات گذاری به خود تولید صدای بلند موسیقی به خرید آلات موسیقی مالیاتی را تحمیل کنیم. به‌طور کلی این سیاست نمی‌تواند بهینگی را برقرار سازد. با این سیاست مصر ف‌کننده ۱ تصمیم به کاهش خرید تجهیزات موسیقی می‌کند (مثلاً شاید تنها یک دستگاه CD خوان به جای یک CD خوان و ضبط صوت بخرد)، اما ممکن است با این وجود، از وسیله صوتی خودش با بیشترین و بالاترین صدا استفاده کند. ثانیاً باید توجه داشت که رویکرد (مالیات/ یارانه) و سهمیه، هر دو به یک اندازه در رسیدن به نتیجه بهینه، کارآ هستند. با این حال دولت باید برای تنظیم سطوح بهینه سهمیه یا مالیات، حجم بسیار زیادی از اطلاعات را دربارهٔ منافع و هزینه‌های اثرات جانبی برای دو مصرف‌کننده در اختیار داشته باشد.

#### چانه زنی
رویکرد دیگر برای رفع عدم بهینگی اثرات جانبی چانه زنی است. در این حالت سعی در تأمین شرایطی هستیم که طرفین خودشان به موافقت بهینه‌ای دربارهٔ سطح تولید اثرات جانبی دست یابند. فرض را بر این قرار دهید که یک قانون حق مالکیت دربارهٔ فعالیت مولد اثرات جانبی تصویب کنیم. برای مثال، فرض کنید حق یک محیط عاری از اثرات جانبی را برای مصرف‌کننده ۲ بپذیریم. در این صورت مصرف‌کننده ۱ نمی‌تواند بدون اجاره مصرف‌کننده ۲، وارد یک فعالیت تولیدکننده اثرات جانبی شود. برای سادگی فرض را بر این قرار دهید که چانه زنی میان دو طرف شکلی را به خود بگیرد که به موجب آن مصرف‌کننده ۲، مصرف‌کننده ۱ را ملزم به پرداخت T واحد پول درقبال اجازه تولید h واحد اثر جانبی می‌نماید و واحد یک تنها می‌تواند این گزینه را بپذیرد یا رد کند. مصرف‌کننده یک با این اجبار موافقت خواهد کرد اگر و تنها اگر وضع وی حداقل به خوبی زمانی باشد که آن را نمی‌پذیرفت؛ یعنی اگر و تنها اگر
۲٫۱٫۲٫۱ :(Φ1(h)+T ≥ Φ1(0
از این رو مصرف‌کننده ۲ برای پیشنهاد زوج (h,T) مسئله زیر را حل می‌کند:
Max Φ2(h) + T: 2.1.2.2

S.t. Φ1(h)+T ≥ Φ1(0): 2.1.2.3
از آنجاییکه در هر راه حل این مسئله قید ۳٫۲٫۱ به صورت تساوی برقرار است می‌توان مسئله بالا را به شکل زیر نوشت:
Max Φ2(h)+Φ1(h)-Φ1(0): 2.1.2.4
اما جواب این مسئله دقیقاً h0 است، یعنی همان سطح بهینه اجتماعی. علاوه بر این، باید به این نکته توجه کرد که برای رسیدن به بهینگی تخصیص این نوع اختیار بین دو طرف باید کاملاً دقیق و لازم‌الاجرا باشد. اگر حقوق مالکیت به خوبی تعریف نشده باشد، روشن نخواهد بود که آیا مصرف‌کننده ۱ باید اجازه مصرف‌کننده ۲ را برای تولید اثرات جانبی اخذ نماید یا برعکس. اگر حقوق مالکیت لازم‌الاجرا نباشد (شاید سطح h به سادگی اندازه‌گیری نگردد)، آنگاه مصرف‌کننده ۱ نیازی به خرید حق مربوط به فعالیت مولد اثرات خارجی از مصرف‌کننده ۲ نخواهد داشت.

### کدام بهتر است؟
باید توجه داشت که راه حل چانه زنی برای مسئله اثرات جانبی نسبت به راه حل‌های مالیات و سهمیه بندی دارای مزیت است؛ زیرا در حالت چانه زنی نیازی به اطلاعات دولت از ترجیحات افراد وجود ندارد. در صورتی که در دوراه حل دیگر که به راه حل‌های دولت محور مشهورند لازم است که دولت اطلاعات فراوانی از ترجیحات و نیز هزینه‌های وارده به دو طرف داشته باشد که به دست آوردن این اطلاعات مستلزم صرف وقت و هزینه فراوان است؛ ولی در راه حل چانه زنی مصرف‌کنندگان باید از ترجیحات یکدیگر مطلع باشند، اما لازم نیست که دولت از این موضوع آگاهی داشته باشد. با این حال لازم است تأکید شود که در چانه زنی برای رسیدن به یک راه حل کارآ، مهم این است که مصرف‌کنندگان این اطلاعات را داشته باشند.

## اثرات جانبی چند جانبه
در اغلب موارد افراد زیادی از اثرات جانبی متأثر شده، یا این اثرات توسط افراد زیادی تولید می‌شوند. این حالت به ویژه در مورد آن نوع اثرات جانبی نظیر آلودگی صنعتی، دود ناشی از استفاده از اتومبیل‌ها یا ازدحام، به‌طور وسیع دیده می‌شود و به عنوان مشکلات سیاستی تلقی می‌گردند.
می‌توان در مورد اثرات بیرونی چند جانبه، بر طبق اینکه تمام شدنی باشند یا نباشند، یک تمایز اساسی قایل شد. اثرات خارجی تمام شدنی دارای این خصوصیت هستند که تجربه این اثر جانبی توسط یک عامل اقتصادی سبب کاهش مقدار محسوس آن توسط دیگر عوامل اقتصادی می‌شود. برای مثال، اگر اثرات بیرونی به شکل انباشته شدن زباله در املاک افراد باشد، با انباشته شدن یک واحد اضافی از زباله بر روی ملک یک فرد، به همان اندازه از انباشته شدن آن بر روی ملک افراد دیگر کاسته می‌شود؛ بنابراین اثرات خارجی تمام شدنی (تسخیر پذیر) دارای ویژگی‌های کالاهای خصوصی هستند. در مقابل، آلودگی هوا اثر خارجی تمام شدنی (تسخیر پذیر) نیست. مقداری از آلودگی هوا که توسط یک فرد احساس می‌شود سبب کاهش مقدار آلودگی هوای احساس شده توسط افراد دیگر نمی‌گردد، بنابراین اثرات خارجی تمام نشدنی ویژگی‌های کالای عمومی را دارند.

### راه‌های رفع عدم بهینگی
ثابت می‌شود که برای یک اثر جانبی چند جانبه تمام شدنی تا زمانی که اختیار مالکیت تعریف شده و لازم‌الاجرا وجود داشته باشد، راه حل چانه زنی که یک راه حل بازاری غیرمتمرکز است به خوبی ایفای نقش می‌نماید. در واقع اگر حقوق مالکیت به دقت تعریف شده و لازم‌الاجرا بوده و اگر تعداد تولید ومصرف کننده‌های اثر جانبی به اندازه‌ای زیاد باشد که «قیمت پذیر بودن» یک فرضیه قابل قبول تلقی گردد، آنگاه همانند تحلیل‌های بازار رقابت کامل برای کالاهای خصوصی، می‌توان انتظار داشت که یک بازار برای این اثرات جانبی می‌تواند منجر به سطوح بهینه‌ای از تولید و مصرف اثر جانبی در حالت تمام شدنی بودن آن بشود.
از طرف دیگر برای یک اثر جانبی چند جانبه تمام نشدنی غیرمحتمل است که را ه حل‌های مبتنی بر بازار - همان‌طور که در مورد کالاهای عمومی هم قابل اثبات است - سودمند واقع گردند. در واقع در این حالت موضوع عرضه خصوصی کالای عمومی و نیز معرفی انواع متعارفی از بازار برای اثرات جانبی - همانند نتایجی که برای کالای عمومی گرفته می‌شود - منجر به یک نتیجه بهینه نمی‌شود؛ زیرا در این حالت مشکل سواری مجانی به وجود می‌آید و مقدار تعادلی اثر جانبی (منفی) از مقدار بهینه آن بیشتر می‌شود. راه حل مبتنی بر ایجاد بازارهای خصوصی شده -همانند آنچه که در مفهوم تعادل لیندال بیان می‌شود- هم مشکلات خاص خود را دارد؛ مثلاً تمام مشکلات و محدودیت‌های مربوط به تعادل لیندال به‌طور مشابه در این بازارها نیز وجود دارد. در نتیجه، راه حل‌های به‌طور محض مبتنی بر بازارهای شخصی شده(personalized) یا نشده، برای اثرات خارجی تمام نشدنی غیر محتمل است. در مقابل، با برخورداری از اطلاعات کافی (که یک فرض قوی به‌شمار می‌آید)، دولت می‌تواند بهینگی را با بکارگیری سهمیه‌ها یا مالیات‌ها برقرار سازد.

## ترجمه‌های دیگر کلمه Externality
این کلمه در ترجمه کتاب مدیریت راهبردی نوآوری فناورانه (برون اثرها) ترجمه شده و توضیح داده که برون اثرها هزینه‌ها یا مزایایی که غیر از کسانی که مسئول ایجاد آن‌ها هستند برای سایر افراد ایجاد می‌شود. همچنین این کلمه در بعضی متون (پیامدهای بیرونی) معنی شده است.